# آرنالدو اوچوآ
آرنالدو اوچوآ (انگلیسی: Arnaldo Ochoa؛ ۱۹۳۰ – ۱۲ ژوئیهٔ ۱۹۸۹) یک سیاست‌مدار اهل کوبا بود.